# Colpotrochia trilineata
Colpotrochia trilineata là một loài tò vò trong họ Ichneumonidae.